# Lobesia cunninghamiacola
Lobesia cunninghamiacola is een vlinder uit de familie van de bladrollers (Tortricidae). De wetenschappelijke naam van de soort is voor het eerst geldig gepubliceerd in 1977 door Liu & Pai.